# Dorylomimini
Dorylomimini (лат.) — триба коротконадкрылых жуков из подсемейства Aleocharinae.
Включает более 30 видов. Встречаются в Афротропике. Мирмекофилы.

## Описание
Представителей Dorylomimini можно узнать по следующей комбинации признаков: формула лапок 4-4-4 (некоторые тарзомеры несут специально модифицированные волоски, напоминающие таковые у Pygostenini), лабрум с глубоко зазубренным передним краем; галеа фолиозная, с сильно измененными волосками, котрые модифицированы уникальным образом, чтобы действовать как губка для жидкой пищи; ментум с закругленными краями; IX абдоминальный сегмент самки с уникально модифицированной склеротизированной похожей на ногу структурой, которая может выполнять функцию отсоединения гениталий самца; точки выхода защитных желез тергита смещены назад на тергите VII.
Мирмекофилы кочевых муравьёв рода Dorylus.

## Распространение
Встречаются в Афротропике.

## Систематика
Включает 4 рода и более 30 видов. Филогенетический анализ 2017 года (в который были включены только два рода, Dorylocratus и Dorylomimus) показал близость трибы к кладе «Pygostenini».
По результатам исследования 2021 года триба включена в крупнейшую кладу алеохариновых триб APL (Athetini — Pygostenini — Lomechusini clade), в которой 22 трибы и 8990 видов.
- Dorylocratus Wasmann, 1916[5] — 3 вида[6]
- Dorylomimus Wasmann, 1902[7] — 1 вид
- Dorylonannus Wasmann, 1916 — 4 вида
- Jeanneliusa Bernhauer, 1936[8] — 28 видов[9][10]